# Aumont-en-Halatte
Aumont-en-Halatte – miejscowość i gmina we Francji, w regionie Hauts-de-France, w departamencie Oise.
Według danych na rok 1990 gminę zamieszkiwały 544 osoby, a gęstość zaludnienia wynosiła 80 osób/km² (wśród 2293 gmin Pikardii Aumont-en-Halatte plasuje się na 503. miejscu pod względem liczby ludności, natomiast pod względem powierzchni na miejscu 707.).